# 礫棲伊斯甲鯰
礫棲伊斯甲鯰，為輻鰭魚綱鯰形目甲鯰科的其中一種，為熱帶淡水魚，分布於南美洲巴西Jacutinga河流域，體長可達8.8公分，棲息在水質清澈、沙石底質的底層水域，生活習性不明。

## 扩展阅读
維基物種上的相關：礫棲伊斯甲鯰